# Keyumars

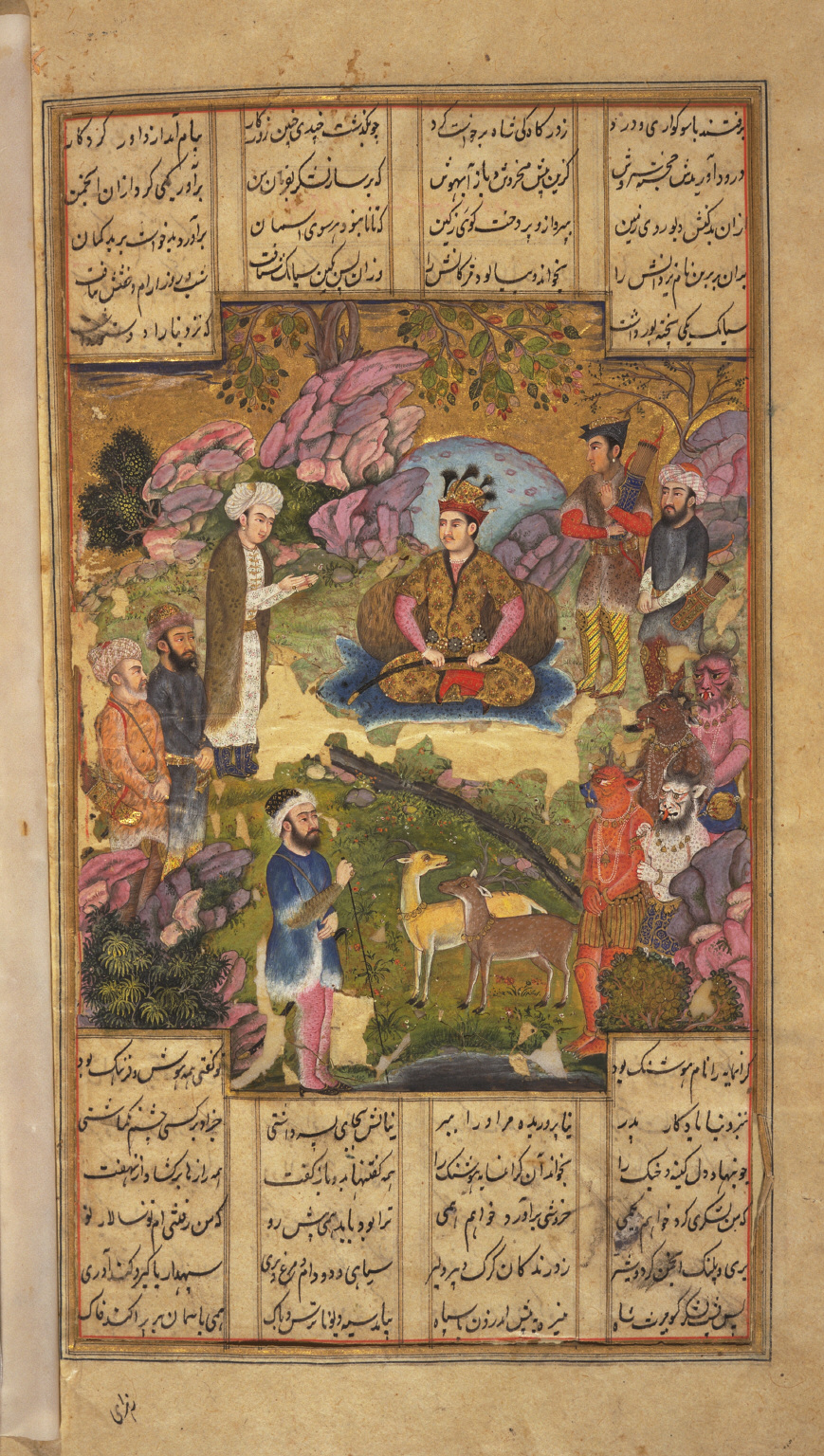
Manuscrito del Shahnameh mostrando a Keyumars. Keyumars da órdenes a sus hombres de combatir al Ahriman.

Gayō Marətan (o Gayōmard o Gayōmart en textos posteriores zoroastros) es el nombre avéstico del primer hombre mitológico en la cultura iraní antigua. El nombre correspondiente en iranio medio es Kayōmart, mientras que en persa moderno es Keyumars.
En el Shahnameh (Libro del Rey) de Ferdousí aparece mencionado como el primer shāh del mundo. También es llamado el pishdad (پيشداد), o sea el primer hombre que ejerce la justicia, el que da las leyes. 
El nombre avéstico original se traduce como "vida mortal", de gaya, "vida", y marətan, "mortal" (o "humano"; cf. Persa mard مرد "hombre"). El nombre literalmente significa "El ser mortal viviente".
Keyumars es también un nombre propio popular en el Irán contemporáneo.